# Panorpa meridionalis
Panorpa meridionalis är en näbbsländeart som beskrevs av Jules Pièrre Rambur 1842. Panorpa meridionalis ingår i släktet Panorpa och familjen skorpionsländor. Inga underarter finns listade i Catalogue of Life.

## Bildgalleri

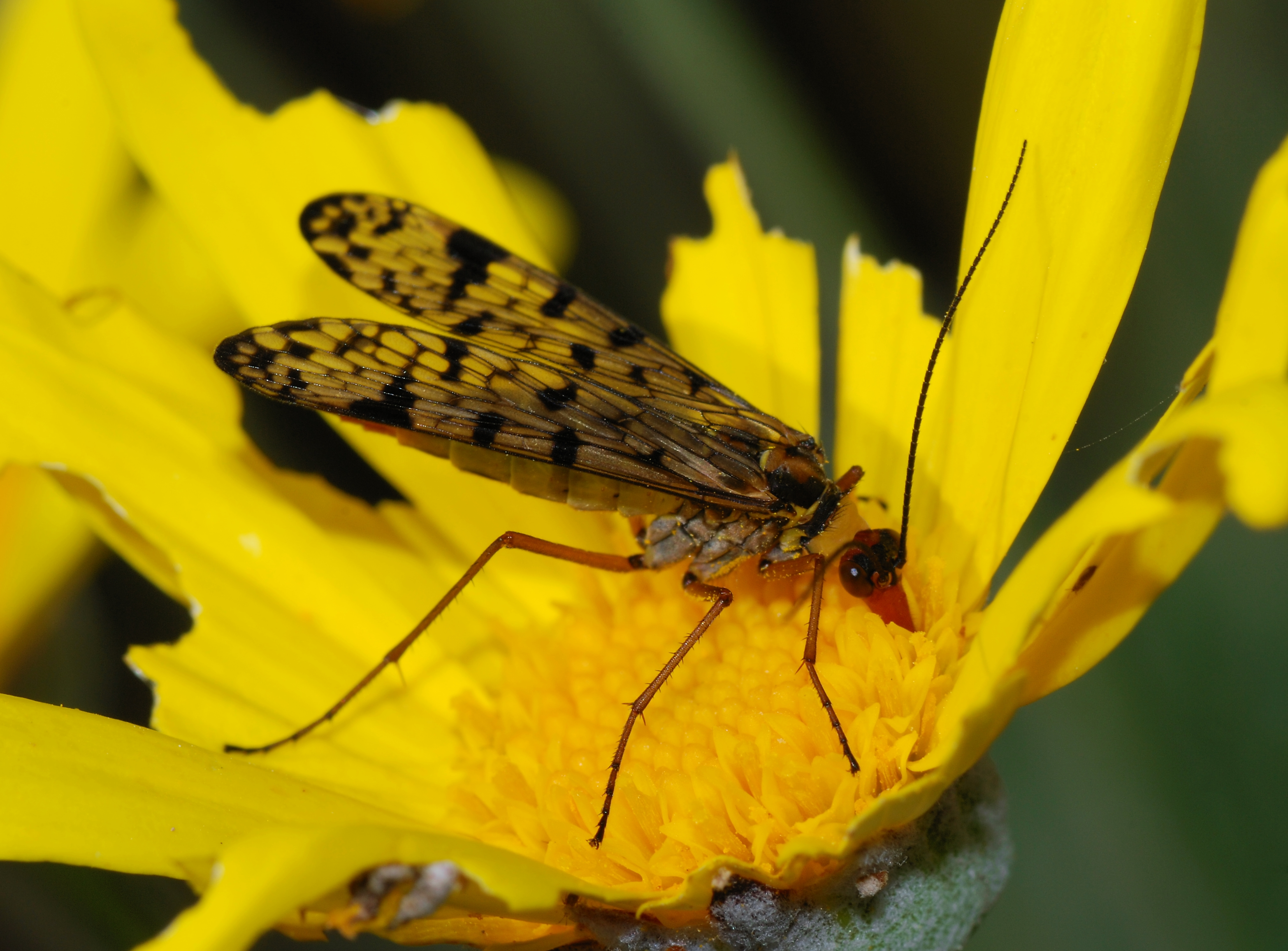
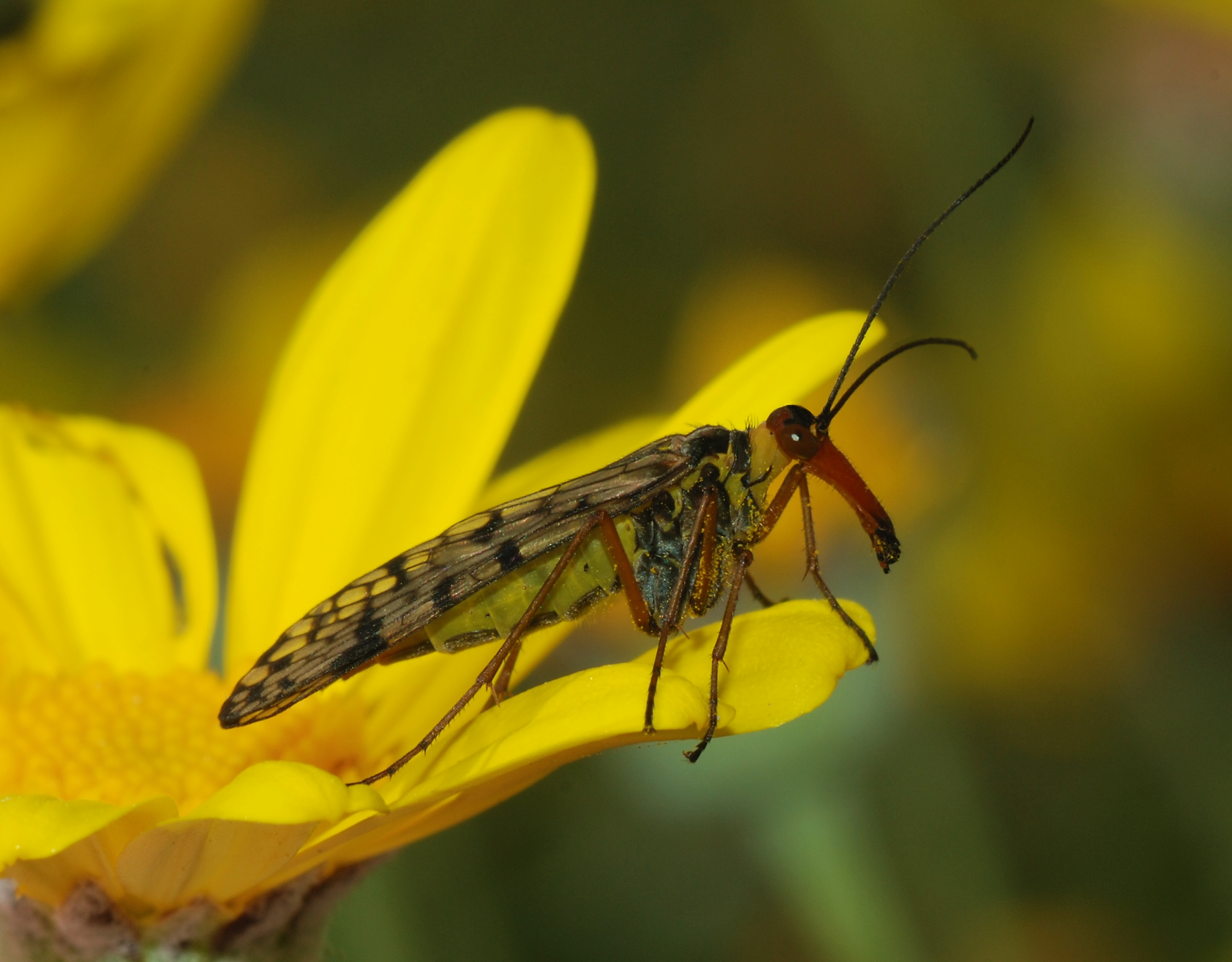
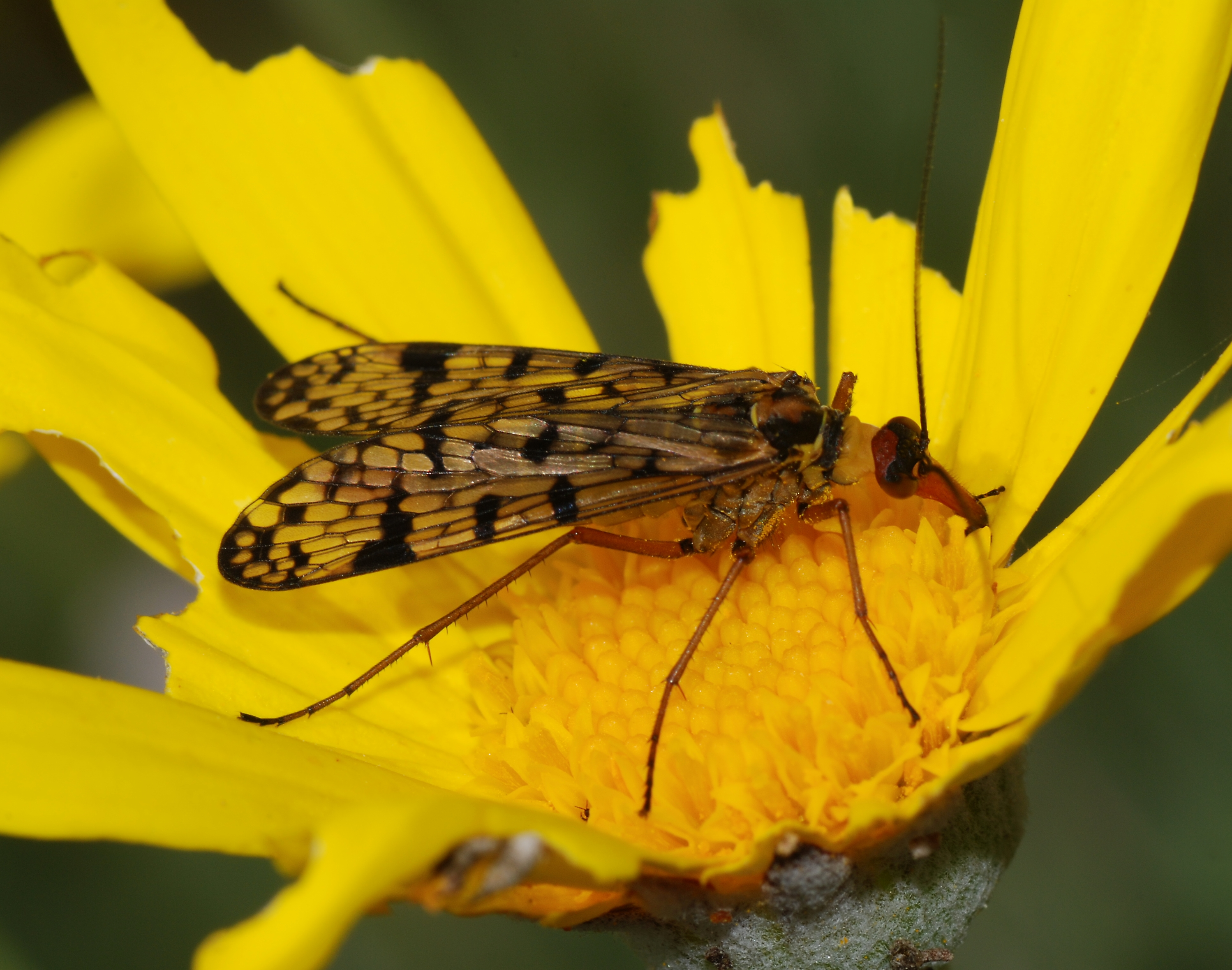